# 海野普吉

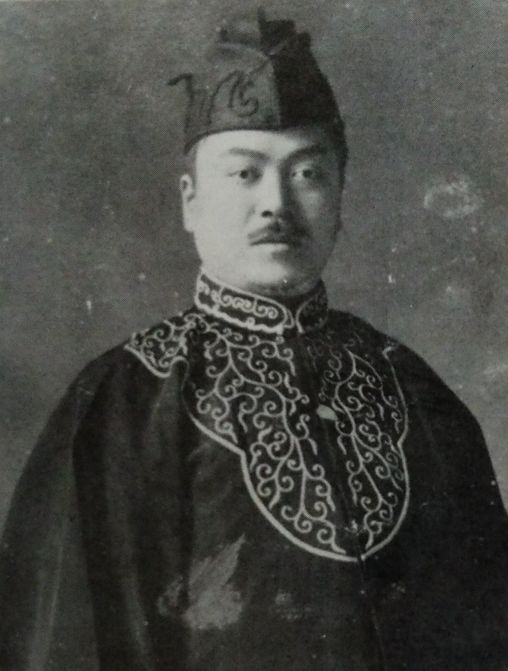
1921年

海野 普吉（うんの しんきち、1885年（明治18年）8月29日 - 1968年（昭和43年）7月6日）は、昭和戦前・戦後の社会派、自由人権派の弁護士。
多くの思想裁判・政治裁判の弁護をする。戦後は社会運動も行う。戦後初の最高裁判事も受けず、親友の片山哲内閣の法務大臣も受けず、一貫して在野の弁護士であることを貫く。

## 経歴
- 1885年：静岡県有渡郡曲金村（現在の静岡市駿河区）で生まれる。親類には、俳人・歌人・作詞家の海野厚、シスター海野がいる。
- 1904年：静岡県立静岡中学校卒業[3]

- 1908年：第六高等学校卒業
- 1914年：東京帝国大学法学部卒業
- 1914年：弁護士活動に入る

- 1925年：海野普吉法律事務所を創設
- 1945年：日本社会党顧問となる
- 1947年：第二東京弁護士会会長に就任

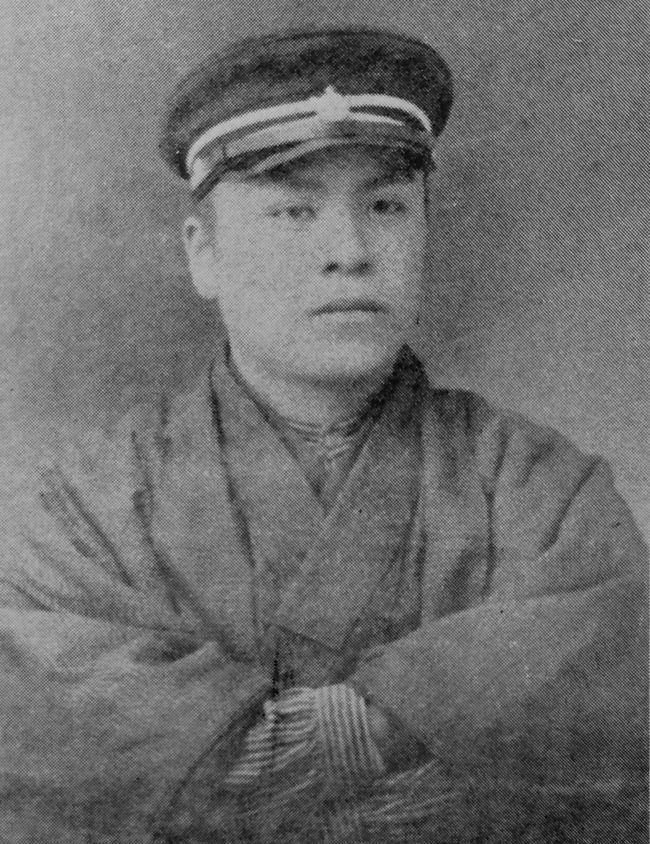
第六高等学校時代1908年（明治41年）

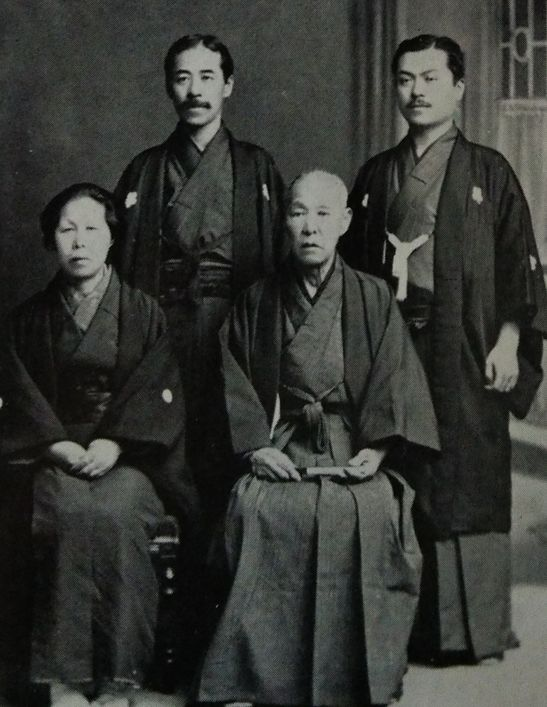
兄と両親と共に普吉（右端）1914年（大正3年）頃

- 1947年：自由人権協会創立（11月23日）、初代理事長に就任[4]
- 1948年：日本弁護士会連合会会長に就任
- 1957年：総評弁護団を結成、初代会長に就任
- 1961年：日本民主法律家協会設立、代表理事に就任
- 1967年：東京都知事選挙で美濃部亮吉の選挙母体「明るい革新都政をつくる会」の代表委員に名を連ねた[5]。

## 手がけた事件
- 人民戦線事件
- 河合栄治郎事件
- 津田左右吉事件
- 唯物論研究会事件
- 企画院事件
- 尾崎行雄不敬事件
- 横浜事件
- 松川事件
- 砂川事件
- 一家四人死刑事件（大場茂馬の居候弁護士として）
- 小島事件

## 手がけた社会運動
- 憲法擁護運動
- 人権擁護運動
- 原水爆禁止運動
- 沖縄問題